# トライストーン・エンタテイメント
株式会社トライストーン・エンタテイメント（英: Tristone Entertainment Inc.）は、日本の映画制作会社・芸能事務所・音楽プロダクション。日本音楽事業者協会正会員。

## 概要
映画プロデューサーで同社初代社長の山本又一朗が1993年に設立した会社で、「本物志向のマネージメント」をモットーとして俳優やミュージシャンの育成をしている。
2023年6月8日の同社株主総会決議を経て山本が代表取締役会長となり、2代目代表取締役社長に所属俳優の小栗旬が就任した。
直営の俳優養成／演技研究所『トライストーン・アクティングラボ』がある。

## 主な制作映画
- 太陽を盗んだ男（会社設立前）
- バンパイアハンターD（2001年）
- あずみ（2003年）
- あずみ2 Death or Love（2005年）
- クローズZERO（2007年）
- 僕の彼女はサイボーグ（2008年）
- クローズZERO II（2009年）
- TAJOMARU（2009年）
- シュアリー・サムデイ（2010年）
- ルパン三世（2014年）
- 新宿スワン（2015年）
- ミュージアム（2016年）
- 新宿スワンII（2017年）

## 所属
2025年3月8日閲覧時点

### 俳優
- 小栗旬
- 田中圭
- 綾野剛
- 若村麻由美
- 木村文乃
- 多岐川裕美
- 桜木健一
- 手塚とおる
- 杉本哲太
- 山口祥行
- 鈴之助
- 高橋努
- 笠原秀幸
- 矢崎広
- 伊﨑右典
- 間宮祥太朗
- 坂口健太郎
- 浅香航大
- 福山翔大
- 葉山奨之
- 赤楚衛二
- 前原滉
- 中田圭祐
- 若林時英
- 木戸大聖
- 小林亮太
- 二宮慶多
- 秋谷郁甫
- 中沢元紀
- 山崎雄大
- 染谷隼生
- 樋之津琳太郎
- 伊藤健太郎
- 山崎竜太郎
- 長手絢香
- 吉谷彩子
- 大西礼芳
- 金澤美穂
- 木下晴香
- 榊原有那
- 原菜乃華
- 東野絢香
- 加藤菜津
- 田牧そら
- 牧野羽咲
- 蒼井陽奈
- 黒崎レイナ
- 小西桜子
- 筒井真理子
- 木幡竜（業務提携）

### ミュージシャン
- 清塚信也
- KEIKO
- BTS（業務提携）
- 丸山純奈
- MAN WITH A MISSION（業務提携）
- miwa
- レイニ
- 宮川春菜

## 過去の主な所属者
- 青野楓
- 飯田のえる
- 石橋菜津美
- 今泉彩良
- 宇賀那健一
- 大和田健介
- 柏原収史
- 我那覇美奈
- 木﨑ゆりあ（元SKE48・AKB48）
- 木下あかり
- 小林万里子
- 佐倉絵麻
- 咲世子
- 島田律子
- 白石糸
- SUMIRE
- 多岐川華子
- 津田健次郎
- 寺下怜見
- 徳田公華
- 長田成哉
- 中山由香
- 並木瑠璃
- 西崎あや
- 長谷川るみ
- 早川諒
- 日向崇
- 広菜りえ子
- ファンタ・ゼロ・コースター
- 藤谷美和子
- BENNIE K
  - 小栗旬主演の貧乏男子 ボンビーメンの主題歌を歌っていた。
- 松崎莉沙
- 松田祥一
- 三上紗弥
- 水瀬慧人
- 森山アスカ
- 八木のぞみ
- 山口翔悟
- 山田桃子
- 山本紗也加（旧芸名：山本さやか[4][5]）
- レスリー（中国語版）
- Roys

## 騒動

### 暴露事件
2021年12月、芸能界に人脈がある東谷義和（ガーシー）が、人気YouTuberであるヒカルの名前を騙った広告詐欺を告発された。さらには『BTSに会わせる』と言って金を集めた詐欺行為を行っていたことを露見。詐欺行為発覚で女性を紹介したり世話をしてきた芸能人に手のひらを返されたこと、警察に被害届を出されたことがきっかけとなり、東谷はお金を集めて示談に持ち込むため、海外から暴露系YouTuberとして芸能人のプライバシーの暴露を始めた。暴露のターゲットになった一人は綾野剛が未成年少女に飲酒させた上お持ち帰りした件であるが、社長の山本又一朗は、週刊文春の取材にて法的処置は考えてないし大した話ではないとしていた。また東谷とは7年ほど前からの知り合いで飲みに行くほどの仲だという。
東谷はその後、2022年7月の参議院選挙にNHK党から出馬を表明。NHK党党首の立花孝志が東谷の暴露について、自身のYouTubeや政見放送で取り上げ、さらに、NHK党員らが当社の前で街頭演説を行い、東谷の動画の音声を流すなどした。

#### 暴露に対し法的手続き対応
2022年3月の週刊文春の取材にて法的処置は考えてないとしていたが、同年6月13日、トライストーン・エンタテイメント公式サイトにて重要なお知らせが掲載。「弊社及び弊社所属タレントに関する投稿について」という声明文で内容は、ネット上で弊社及び弊社所属タレント等の名誉を毀損し業務を妨害する事実無根の投稿が複数されており、このような虚偽の投稿を決して容認できません。然るべき法的手続等の対応を行っている。ご心配とご迷惑をおかけしておりコンプライアンスとガバナンスを強化し信頼にお応えできるようにする。と法的手続き対応をこれから始めるのではなく、すでに動いていることを発表した。